# Căn cứ Sa Huỳnh
Căn cứ Sa Huỳnh (còn gọi là Hoạt động Yểm trợ Hải quân Sa Huỳnh hoặc đơn giản là Sa Huỳnh) là căn cứ quân sự cũ của Hải quân Mỹ, Lục quân Mỹ và Quân lực Việt Nam Cộng hòa (QLVNCH) ở phía nam tỉnh Quảng Ngãi, Việt Nam Cộng hòa.

## Lịch sử
Căn cứ này nằm ở phía đông Quốc lộ 1, tại cửa một vịnh nhỏ, cách Căn cứ Đức Phổ khoảng 18 km về phía đông nam và cách Đà Nẵng 100 km về phía nam. Từ ngày 16 đến ngày 26 tháng 2 năm 1967, Lực lượng Đổ bộ Đặc biệt Thủy quân lục chiến Mỹ gồm Tiểu đoàn 1, Thủy quân lục chiến số 4 và HMM-363 đã tiến hành Chiến dịch Deckhouse VI, cuộc hành quân đổ bộ vào Sa Huỳnh nhằm dọn sạch các tuyến đường xâm nhập của Mặt trận Dân tộc Giải phóng miền Nam Việt Nam và bảo vệ một khu vực làm căn cứ yểm trợ hậu cần cho các đơn vị đồng minh đang hoạt động tại đây.
Hải quân Mỹ xây dựng Hoạt động Yểm trợ Hải quân Sa Huỳnh vào giữa năm 1967 nhằm chi viện cho Lực lượng Đặc nhiệm Oregon trực thuộc Lục quân đến khu vực này.:232–3
Ngày 15 tháng 2 năm 1970, Hoạt động Yểm trợ Hải quân Sa Huỳnh đã bị giải tán và các cơ sở của căn cứ này đều được chuyển giao cho Bộ Tư lệnh Viện trợ Quân đội Mỹ.
Ngày 27 tháng 1 năm 1973, một ngày trước khi lệnh ngừng bắn có hiệu lực, Trung đoàn 141 Quân đội Nhân dân Việt Nam (QĐNDVN) đã chiếm được Sa Huỳnh. Sư đoàn 2 QLVNCH bèn tung ra hàng loạt đợt phản công, buộc QĐNDVN phải rời khỏi nơi đây vào ngày 16 tháng 2 năm 1973.